# برنز (تنسی)
برنز(به انگلیسی: Burns) شهری در ایالت تنسی کشور ایالات متحده آمریکا است که جمعیت آن در سرشماری سال ۲۰۱۰ میلادی، ۱٬۴۶۸ نفر بوده‌است.